# Ahmed Amaar
Ahmed Amaar (* 24. Dezember 1997) ist ein libyscher Leichtathlet, der sich auf den Sprint spezialisiert hat.

## Sportliche Laufbahn
Ahmed Amaar wuchs in Kanada auf und studiert in den Vereinigten Staaten an der Lipscomb University. Erste Erfahrungen bei internationalen Meisterschaften sammelte er im Jahr 2016, als er bei den U23-Mittelmeer-Meisterschaften in Tunis in 10,90 s den siebten Platz im 100-Meter-Lauf belegte und über 200 Meter mit 21,93 s im Vorlauf ausschied. 2022 schied er bei den Afrikameisterschaften in Port Louis mit 10,57 s und 21,57 s jeweils in der ersten Runde über 100 und 200 Meter aus und anschließend nahm er an den Mittelmeerspielen im 200-Meter-Lauf teil und kam dort mit 21,63 s nicht über die Vorrunde hinaus. 

## Persönliche Bestleistungen
- 100 Meter: 10,42 s (+1,0 m/s), 14. Mai 2021 in Jacksonville (libyscher Rekord)
  - 60 Meter (Halle): 6,87 s, 26. Februar 2021 in Lynchburg (libyscher Rekord)
- 200 Meter: 21,09 s (+1,8 m/s), 15. Mai 2021 in Jacksonville
  - 200 Meter (Halle): 21,75 s, 26. Februar 2022 in Lynchburg (libyscher Rekord)